# In Cold Light
In Cold Light ist ein Action-Thriller von Maxime Giroux. Der Film mit Maika Monroe als gerade aus dem Gefängnis entlassene Drogendealerin soll im Juni 2025 beim Tribeca Film Festival seine Premiere feiern.

## Handlung
Frisch aus dem Gefängnis entlassen, scheitert Avas Versuch, ihren Drogenhandel wieder in den Griff zu bekommen, als sie Zeugin eines brutalen Verbrechens wird.

## Produktion
Regie führte Maxime Giroux. Das Drehbuch schrieb Patrick Whistler.
Maika Monroe spielt in der Hauptrolle Ava. In weiteren Rollen sind Troy Kotsur, Allan Hawco und Helen Hunt zu sehen.
Die Dreharbeiten fanden im Sommer 2023 unter anderem in Calgary und der Ponoka Stampede statt. Kamerafrau Sara Mishara war in der Vergangenheit für Filme wie Zwischenstation von Shana Feste und Two Women von Chloé Robichaud tätig.
Die Filmmusik komponiert Philippe Brault.
Die Premiere des Films ist am 7. Juni 2025 beim Tribeca Film Festival geplant. Im Vorfeld sicherte sich  Saban Films die US-Rechte.